# نوا اند د ویل
نوا اند ده ویل (انگلیسی: Noah and the Whale) یک گروه موسیقی سبک ایندی راک و موسیقی فولک اهل توییکنهام در بریتانیا بود. این گروه چهار آلبوم منتشر کردند و در سال ۲۰۱۵ اعضای گروه از هم جدا شدند.